# Bayou Vista (Louisiana)
Bayou Vista è un census-designated place (CDP) degli Stati Uniti d'America, situato nello stato della Louisiana, in particolare nella parrocchia di St. Mary.